# Дружба (Алапаєвський міський округ)
Дру́жба (рос. Дружба) — селище у складі Алапаєвського міського округу (Верхня Синячиха) Свердловської області.
Населення — 23 особи (2010, 46 у 2002).
Національний склад населення станом на 2002 рік: росіяни — 94 %.